# 야스민 아기치
야스민 아기치(Jasmin Agić, 1974년 12월 26일~ )는 크로아티아의 축구 미드필더이다. K리그에서 활약할 당시 등록명은 아기치이다.